# Cyrtosia flavorufa
Cyrtosia flavorufa is een vliegensoort uit de familie van de Mythicomyiidae. De wetenschappelijke naam van de soort is voor het eerst geldig gepubliceerd in 1909 door Strobl.